# Janet Dietrich
Pour les articles homonymes, voir Dietrich.
Janet Christine Dietrich, née en 1926 et morte le 5 juin 2008, est une pilote américaine et un des membres de Mercury 13, groupe de treize femmes qui ont subi les mêmes tests de la NASA au début des années 1960 que les astronautes hommes de Mercury Seven.

## Jeunesse
Née à San Francisco en 1926, Janet Dietrich (mieux connue sous le nom de Jan) est la fille de Richard Dietrich, qui travaillait dans le commerce d'importation, et de sa femme, Marion. Dietrich a commencé à voler très tôt et a obtenu un certificat d'élève-pilote à 16 ans. Jan et sa sœur jumelle Marion étaient les seules filles d'un cours d'aviation au lycée de Burlingame. En tant qu'étudiante de premier cycle à l'UC Berkeley, Dietrich a été présidente de l'UC Flying Club et s'est entraînée à l'aéroport international d'Oakland, où elle a obtenu sa licence de pilote privé en 1946.
En 1947, Janet Dietrich et sa sœur Marion participent à la première course aérienne de Chico à San Mateo[pas clair] et a pris la première place, battant des hommes expérimentés. Après s'être classées dans d'autres courses locales, les jumelles finirent deuxième lors de la course aérienne transcontinentale féminine de 1954, connue sous le nom de Powder Puff Derby, pilotant un Stinson Voyager qui leur a été prêté par l'un de ses étudiants pilotes, Donald Prell.
Peu de temps après avoir obtenu son diplôme de Cal en 1949, Dietrich est devenue pilote en chef de Cessna. Dans son travail, Dietrich a livré des avions multimoteurs[pas clair] de l'usine de Wichita, a effectué des vols d'essai pour le magasin, a effectué des vols charters et a supervisé les écoles de pilotage et au sol. En 1953, elle était le pilote en chef de Santa Monica Flyers, une école de pilotage à Santa Monica, en Californie.
À la fin des années 1950, Dietrich a travaillé comme chef du département des vols pour la compagnie Air Oasis à l'aéroport de Long Beach et elle mentionne avoir ce poste lors de son apparition dans l'épisode du 31 janvier 1957 de You Bet Your Life : en effet, elle utilise le mot secret « head » (« chef ») pour identifier sa position, mais les assistants de Groucho Marx ne l'ont pas remarqué. Plus tard, elle a été examinatrice fédérale de pilotes pour la Federal Aviation Administration, effectuant des évaluations de pilotes et délivrant des certificats.

## Tests de la NASA
En 1960, Dietrich et sa sœur faisaient partie d'un groupe restreint d'aviatrices invitées à la clinique Lovelace d'Albuquerque, où des experts avaient sélectionné des astronautes potentiels de la NASA. Les femmes ont subi les mêmes tests et examens médicaux qu'Alan Shepard, John Glenn et les autres hommes qui ont finalement voyagé dans l'espace. Les examens approfondis comprenaient tout, de l'ingestion de 3 pieds de tuyau en caoutchouc à la consommation d'eau radioactive. Bien que mesurant seulement 1,60 mètre et pesant 45 kilogrammes, Dietrich a terminé le régime de tests, tout comme sa sœur et 11 autres femmes. Alors que les femmes attendaient la prochaine phase de leur programme en juillet 1961, les tests ont été interrompus sans avertissement ni explication. Il faudra attendre encore deux décennies avant que les États-Unis ne lancent leur première femme dans l'espace, Sally Ride, une astrophysicienne devenue astronaute.

## Carrière ultérieure
En 1960, Dietrich est devenue la première femme des États-Unis à obtenir une licence de pilote de ligne, la licence la plus élevée de la Federal Aviation Administration, suivie d'une carrière de pilote commercial qui a duré jusque dans les années 1970. Dietrich a travaillé pour World Airways, une société d'Oakland (Californie) qui est devenue un entrepreneur militaire clé pendant la guerre du Viêt Nam. À ce titre, elle a piloté des vols réguliers entre la zone de guerre et la base de Worlds à l'aéroport international d'Oakland. Cependant, la mort de sa sœur jumelle en 1974 met un terme à la carrière de pilote de Dietrich.
En 2006, l'International Women's Air & Space Museum a inauguré une exposition en l'honneur de Mercury 13 – « Mercury Women : Forgotten Link to the Future ». Et en mai 2007, les femmes de Mercury 13 ont reçu un doctorat honorifique en sciences de l'Université du Wisconsin à Oshkosh. En 34 ans dans l'aviation, Dietrich a accumulé plus de 12 000 heures au poste de pilote. Ni elle ni sa sœur n'ont jamais été mariées. Dietrich est décédée le 5 juin 2008 à San Francisco de causes naturelles à l'âge de 81 ans.